# Trifenilfosfina
La trifenilfosfina (nome IUPAC trifenilfosfano) è un derivato della fosfina, nome IUPAC fosfano.
A temperatura ambiente si presenta come un solido bianco o poco giallognolo dall'odore caratteristico. È un composto allergenico, nocivo, pericoloso per l'ambiente.

## Struttura e proprietà
(C6H5)3P (più brevemente Ph3P) è essenzialmente una molecola piramidale a base triangolare come PH3, di struttura trigonale, che appartiene al gruppo di simmetria C3. I piani su cui giacciono i tre gruppi fenilici formano tra loro angoli diedri attorno ai 100 gradi.

## Sintesi
La trifenilfosfina fu ottenuta per la prima volta nel 1882 da August Michaelis; si può sintetizzare per reazione di sostituzione a partire dal tricloruro di fosforo con il bromuro di fenilmagnesio (PhMgBr), un reattivo di Grignard:
{\displaystyle {\ce {3PhMgBr + PCl3 -> Ph3P + 3 MgBrCl}}}

## Impieghi
Il trifenilfosfano trova numerosi impieghi nella sintesi chimica. In chimica organica viene utilizzato in reazione come quella di Wittig o di Mistunobu. In chimica inorganica ha un'importante applicazione come legante per catalizzatori al rodio nel processo industriale di idroformilazione.

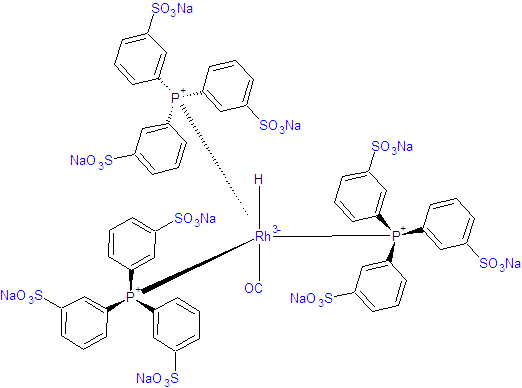
Struttura di un tipico catalizzatore al rodio impiegato nel processo di idroformilazione. In questo caso il legante è costituito da tre gruppi di trifenilfosfina solfonata.